# Глушкин, Олег Борисович
Олег Борисович Глушкин (род. 2 июня 1937, Великие Луки, Калининская область) — советский и российский писатель.

## Биография
Родился в городе Великие Луки в Псковской области. В войну семья была эвакуирована на Урал. По возвращении окончил в Великих Луках среднюю школу. В 1960 г. окончил Ленинградский кораблестроительный институт. Во время учёбы занимался в литературном объединении при Лениздате. Руководителем лито был писатель Геннадий Гор.
В Калининград приехал в 1960 году по распределению на завод «Янтарь». Работал докмейстером. Стал руководителем лито при молодёжной газете.  Продолжал писать рассказы. Впервые опубликовал их в «Калининградском комсомольце», где их заметили Сергей Снегов и Константин Бадигин. В 1962 г. рассказы вышли в так называемом буклете «Шахматы». Следующий сборник "Рассказы" вышел в 1967 г.
Олег Глушкин принял участие во всесоюзных совещаниях молодых писателей. Там его рассказы получили высокую оценку Слонимского, Острова, Кетлинской, Конецкого, Куранова.
В 1966 г. написал повесть «Записки докмейстера», но опубликовать её удалось только в смягчённом виде в 1971 г. под названием «Пятый док» в журнале «Нева». Повесть «Время поиска не ограничено» была опубликована в журнале «Искатель» (1979 г.).
В 1979 г. была издана книга «Антей уходит на рассвете».
В 1985 г. Глушкина принимают в Союз писателей. Он уходит с работы и становится профессиональным писателем. Руководит молодёжным литературным объединением «Парус».
В 1990 г. избран руководителем Калининградской писательской организации, с 1991 г. Калининградского отделения союза российских писателей. Основатель и главный редактор журнала «Запад России». При нём же Калининградская писательская организация вступила в Союз писателей Балтики. Ушёл с поста председателя писательской организации и редактора журнала в 1997 г.
Составитель русского варианта антологии «Лики родной земли», выпущенного совместно с писателями Германии, Польши и Литвы. За эту книгу получил звание лауреата Артиады народов России.
Составил и издал книгу «Кровоточащая память Холокоста». Является также составителем «Антологии калининградского рассказа»
Вел литературное объединение Балтийского флота им. Алексея Лебедева при газете «Страж Балтики». За статью о поэте Лебедеве удостоен диплома I степени на конкурсе «Вечная память». Главный редактор международного журнала «Параллели». Член российского ПЕН-центра
За вклад в развитие культуры Калининградской области и расширение контактов между Российской и Европейской культурой удостоен Диплома Канта (2000 г.) Награжден в 2004 году золотой медалью «За полезное» за просветительскую деятельность. Медалью «За особый вклад в книжное дело» в 2015 году. В этом же году получил премию «За вклад в развитие литературы Калининградской области».  Удостоен премии «Вдохновение» за книгу рассказов «Пути паромов», премии «Признание» за роман «Саул и Давид». Роман «Парк живых и мертвых» был номинирован на премию «Большая книга» в 2009 году.
Является редактором-составителем альманаха «Эхо». Состоит в редколлегии журнала «Балтика». Является председателем жюри конкурса «Янтарное перо». Входит в бюро Региональной организации писателей Калининградской области и в исполком Калининградского отделения ПЕН-центра. Включен  в энциклопедию «Лучшие люди России». Избран Сопредседателем Союза российских писателей. Включен в состав Творческого совета Ассоциации писательских союзов и издателей.

## Книги
- «Антей уходит на рассвете» 1979 г.
- «Морское притяжение» 1983 г.
- «На благо российского флота» 1984 г.
- Сборник повестей и рассказов «Барьер» 1989 г.
- Сборник библейских рассказов «Иисус Назарянин»
- Сборник литературно-художественных журналов «Запад России» 1993 г.
- Сборник рассказов «Пути паромов» 1999 г.
- «Саул и Давид» роман 2002 г.
- «Граф Милорадович» 2004 г.
- "Александр I. Коронованный Гамлет 2005 г.
- «Обретенные причалы» 2005 г.
- «Причалы судьбы» на литовском 2005 г.
- «Павел I.Романтический деспот» 2005 г.
- «Болотовское начало» 2007 г.
- «Парк живых и мёртвых» роман 2008 г.
- «Анна из Кёнигсберга» 2013 г.
- Точка невозврата – из=во Boogla – Швеция-Польша 2016 г. Королевская гора и восемь рассказов 2016 г.  Рыбацкое море 2016 г.  Моё море 20177 г.  Одновременно со мной Повести, рассказы2017 г
- гПризрачный остров. Роман. 2018 г.  Покушение на любовь. Повесть, рассказы, эссе 2019 г.
- Камертон. Сборник стихов. 2022 г.
- Собрание сочинений.  5 томов. 2022 г.
- Жизнь и игра Рассказы   2022 г.